# Самсонівка (Луганський район)
Самсо́нівка — село в Україні, у Молодогвардійській міській громаді Луганського району Луганської області. З 2014 року є окупованим. Населення становить 1282 осіб.

## Географія
Географічні координати: 48°22' пн. ш. 39°37' сх. д. Часовий пояс — UTC+2. Загальна площа села — 2,098 км².
Село розташоване у східній частині Луганщини за 14 км від міста Сорокине (колиншій Краснодон). Найближча залізнична станція — Нове Сімейкине, за 3 км.

## Історія
Населений пункт засновано 1852 року. Спочатку це були хутори Самсонівка та Іванівка. Першими мешканцями поселення вважають родини Гуртових, Клейків, Штаньків, Крютченків, Голубкових — вихідців із Чернігівської губернії. Оселилися вони на території сучасної вулиці Шкільної. У той же час приїхали брати Мальцеві: Лаврентій Данилович, Петро Данилович, Єфим Данилович, Филимон Данилович, Мелентій Данилович. Вони поклали початок вулиці Радянській.
Іванівку заселяли переселенці з Таврійської губернії. Першими сюди приїхали родини Каїрів, Огульчанських, Лахнів. Вони взяли в оренду землі та розселилися уздовж сучасної вулиці Садової, обзавелись господарством, зорали землю, почали вирощувати хліб, першими розвели сади, що було незвичним для степового краю. у багатьох на подвір'ях і зараз ростуть столітні дерева. Звідси пішла назва вулиці — Садова.
Землі села належали поміщикам Самсонову та Рибченкову, барині Івановій. Зі спогадів мешканки села Ганни Іванівни Журавель (до шлюбу Сиротенко), 1918 р.н., свою назву село отримало від прізвища пана Самсонова.
Були два ставки, в яких водилася риба. У центрі села (нині вулиця Леніна) стояв паровий млин, що мав п'ять поверхів. Молоти зерно сюди приїжджали з навколишніх сіл, створювалися величезні черги. На сучасній вулиці Перемоги був заїжджий двір, де ночували подорожні люди, поруч знаходилася конюшня.

## Населення
За даними перепису 2001 року населення села становило 1282 особи, з них 13,96% зазначили рідною мову українську, 85,96% — російську, а 0,08% — іншу.

## Соціальна сфера
У Самсонівці діють ЗОШ I-II ступенів, ФАП{що це?}, ясла-садок «Зернятко», клуб, бібліотека, відділення поштового зв'язку.

## Пам'ятки
- Братська могила радянських воїнів (біля траси Луганськ–Краснодон, при в'їзді до села).